# Новодмитровка (Покровский район)
Новодмитровка (укр. Новодмитрівка) — село на Украине, находится в Покровском районе Донецкой области.
Код КОАТУУ — 1422782304. Население по переписи 2001 года составляет 199 человек. Почтовый индекс — 85374. Телефонный код — Jun 23.

## История
6 декабря 2024 года в ходе боёв за Курахово, Вооружённые силы РФ заняли село.

## Адрес местного совета
85374, Донецкая область, Покровский р-н, с.Красное, ул.Ленина, 1, тел. 8-0623